# Oscar Keller

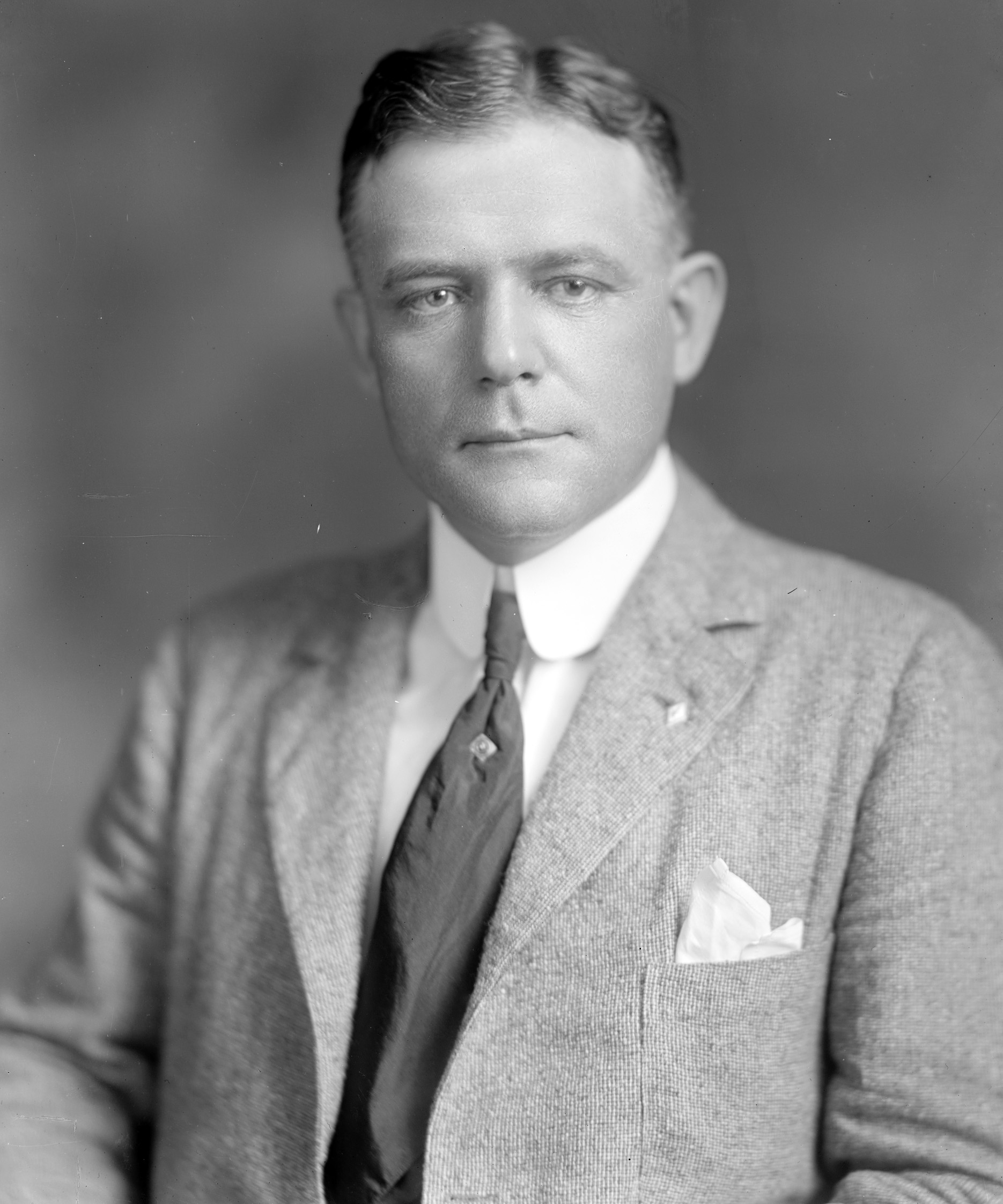
Oscar Keller

Oscar Edward Keller (* 30. Juli 1878 in Helenville, Jefferson County, Wisconsin; † 21. November 1927 in Saint Paul, Minnesota) war ein US-amerikanischer Politiker. Zwischen 1919 und 1927 vertrat er den Bundesstaat Minnesota im US-Repräsentantenhaus.

## Werdegang
Oscar Keller besuchte die öffentlichen Schulen seiner Heimat und studierte anschließend an der University of Wisconsin in Madison. Im Jahr 1901 zog er nach Saint Paul in Minnesota. Dort arbeitete er zunächst als Angestellter, der sich mit Abrechnungen befasste (Billing Clerk). Später wurde er im Handel tätig.
In seiner neuen Heimat begann Keller auch eine politische Laufbahn. Zwischen 1910 und 1914 saß er im Stadtrat von Saint Paul; von 1914 bis 1919 war er städtischer Angestellter der öffentlichen Versorgungsbetriebe. Nach dem Tod des Kongressabgeordneten Carl Van Dyke wurde Keller als unabhängigen republikanischer Kandidat im vierten Wahlbezirk von Minnesota in das US-Repräsentantenhaus in Washington, D.C. gewählt. Dort trat er am 1. Juli 1919 sein neues Mandat an. Bei den folgenden drei Wahlen wurde er jeweils als Republikaner bestätigt. Somit konnte bis zum 3. März 1927 im Kongress verbleiben. Zwischen 1923 und 1927 war er Vorsitzender des Ausschusses zur Kontrolle der Eisenbahnen und Kanäle.
Im Jahr 1926 wurde Oscar Keller von seiner Partei nicht mehr für eine weitere Amtszeit nominiert. Bis zu seinem Tod am 21. November 1927 war er im Immobiliengeschäft tätig. Er wurde in Saint Paul beigesetzt.